# Doom (banda)
Doom es una banda británica de hardcore punk formada en Birmingham cuya primera alineación se mantuvo unida desde el año 1987 hasta 1990. A pesar de su corta existencia,la banda consiguió posicionarse como uno de los impulsores del género crust punk, combinando elementos del metal extremo y anarcopunk. Mantenían un contrato con la discográfica Peaceville Records, siendo también considerados como unos de los precursores del género grindcore. Doom eran una de las bandas favoritas del DJ de BBC Radio, John Peel.

## Historia

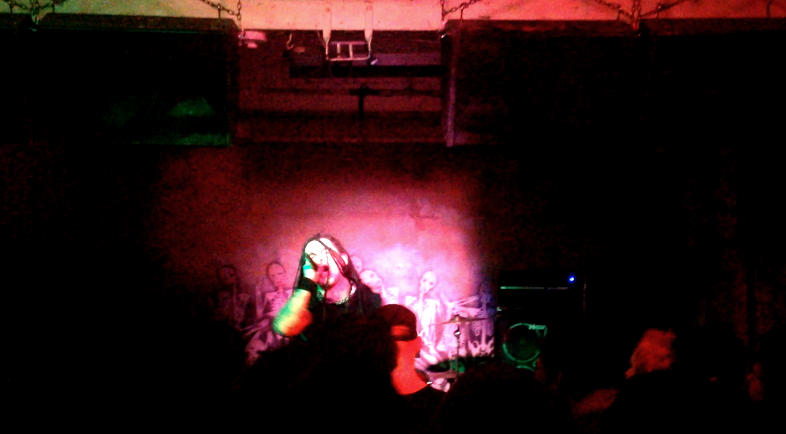
Doom en vivo en Temple of Boom, Leeds, 2018.

### Primeros años
En sus inicios, la banda se llamaba The Subverters y estaba integrada por Jon Pickering (bajo y voz), Bri Doom (guitarra) y Jason Hodges (batería). Poco después Jason fue reemplazado por Mick Harris, pasando la banda a llamarse Doom.
Con esta alineación la banda tocó en numerosos conciertos siendo notorio su sonido orientado al crossover metal. Bri y Jon notaron que esa no era la dirección por la cual deseaban que fuera la banda y decidieron cambiarlo. A consecuencia de esto abandonaron todo rastro del sonido metal enfocándose en adoptar un estilo crust punk influenciado por Discharge, por el cual serían reconocidos ampliamente. A la par de esto Pickering dejó de tocar el bajo para concentrarse únicamente en las voces, tomando Pete Nash su lugar como bajista. Harris dejó la banda y fue reemplazado por Tony "Stick" Dickens. Con esta alineación la banda comenzó sus respectivos ensayos a mediados de 1987.

### 1987-1990
Durante este tiempo una pequeña discográfica llamada Peaceville Records recién comenzaba a emerger. De boca en boca escucharon a cerca de Doom y les preguntaron si estaban interesados en contribuir con algunas canciones para incluirlas en su primer disco recopilatorio que planeaban lanzar, titulado A Vile Peace. Doom grabó s primer demo el 28 de agosto de 1987. Desafortunadamente, Nash sufrió un accidente en la muñeca antes de comenzar las grabaciones, por lo que Jim Whitley (en esos entonces integrante de Napalm Death y Ripcord) ocupó su lugar en el estudio. Grabaron tres canciones (dos de las cuales aparecen en el disco A Vile Peace).
Debido a la fuerza que obtuvo esta primera grabación, Peaceville comentó con Doom la posibilidad de grabar un álbum de estudio completo, a lo que la banda accedió. En el mes de febrero de 1988, Doom ingreso a los estudios "Rich Bitch" para grabar 21 temas para su primer álbum War Crimes (Inhuman Beings). Durante ese tiempo la banda tocó en numerosas presentaciones, forjando una buena reputación en la escena británica.
A finales de 1988 y debido a compromisos personales, Bri anunció sus intenciones de dejar la banda, pero permaneció el suficiente tiempo para grabar el álbum split Bury the Debt - Not the Dead con la banda sueca No Security), de igual forma con el sello Peaceville. El EP Police Bastard fue grabado en la misma sesión. La banda fue invitada para grabar dos sesiones para el programa de radio de John Peel durante esa época. Bri salió definitivamente de la banda en abril de 1989 después de completar una gira por Europa.
Doom mantuvo cambios en su alineación, pasando por la banda diferentes guitarristas, de los cuales los más notables fueron Dave Talbot quien después co fundaría la banda de doom metal Solstice con Rich Walker, vocalista de Sore Throat, no logrando mantener una alineación de cuatro miembros, teniendo que presentarse en vivo en ocasiones solo con tres, con Pickering asumiendo el puesto de vocalista y guitarrista. Esta alineación continuó hasta agosto de 1990, cuando la banda decide separarse. Después del fin de la agrupación, Pickering fundó la banda Cain y después Police Bastard, mientras que el baterista Stick y el bajista Nash se unieron Extreme Noise Terror. Stick después se uniría a DIRT y Nash a Filthkick y Cain.

### 1990s
La banda se reencontró en 1992 con la primera alineación formada por Bri, Jon, Pete y Stick. Salieron de gira por Japón y grabaron nuevas canciones en formato 12" con el sello Vinyl Japan. Esta fue la última grabación con esa alineación. Poco después la banda vuelve a separarse, pero Bri y Stick decidieron continuar con dos nuevos integrantes, el vocalista Tom Croft de Genital Deformities y Paul "Mall" Mallen en el bajo. Con esta alineación la banda grbó un álbum split con Selfish y un  EP split en formato 7" con Hiatus. Mall dejó la banda de forma amistosa poco después, siendo reemplazado por el bajista Scoot de Largactyl.
Con esta alineación grabaron el EP split Doomed to Extinction con la banda Extinction of Mankind, el doble EP Fuck Peaceville y el EP 7" Hail to Sweden. Esta es, además, la alineación que aparece en el video de Videodoom grabado en una gira europea del año 1994.
En septiembre de 1995 organizaron una gira por Escandinavia, sin embargo, Scoot decidió no participar debido a problemas familiares, por lo que fue reemplazado por Chris Gascoigne de la banda Blood Sucking Freaks, ocupando el puesto de segunda guitarra después de la gira. Tom Croft dejó la banda antes de comenzar la gira, siendo ocupado su lugar por Wayne Southworth. Durante la gira escandinava, Doom grabó el EP Monarchy Zoo en los estudios Sunlight.
La banda compuesta en esos momentos por Stick, Bri, Wayne y Chris, ingresaron al estudio en junio de 1996 para grabar un segundo álbum con Flat Earth Records titulado Rush Hour of the Gods.

### 2000 -
El 18 de marzo del año 2005 el vocalista Wayne Southworth fue encontrado muerto en su casa por un amigo, debido a un ataque epiléptico.[cita requerida] La banda tocó una vez más en el club 1 in 12 en Bradford, Inglaterra, en un show tributo por su recién fallecido amigo.
En el 2013 Doom salió de gira por Canadá por primera vez y lanzaron una nueva canción ("Stripped, Whipped & Crucified, Part I") perteneciente a su nuevo álbum "Corrupt Fucking System", y un álbum recopilatorio titulado "25 Years of Crust" vía Moshpit Tragedy Records.
En el año 2015 mientras la banda se encontraba de gira por Sudamérica, un grupo de asistentes inició una estampida (coloquialmente denominado "portazo") fuera del recinto donde se presentarían en Chile, causando la muerte de cinco fanes.

## Integrantes
Actuales
- Brian "Bri Doom" Talbot - guitarra, voz (1987-1989, 1992-2005, 2010-presente)
- Tony "Stick" Dickens – batería (1987-1990, 1992-2005, 2010-presente)
- Scoot – bajo (1992-1995, 2010–presente), guitarra (1995)
- Denis Boardman – voz (1995-presente), bajo (1995-96), guitarra (1995-2000)

Anteriores
- Jon Pickering – voz (1987-1990, 1992), bajo (1987), guitarra (1989-1990, 1992)
- Tom Croft – voz (1992-1995)
- Wayne Southworth – voz (1995-2005; fallecido en 2005)
- David Talbot – guitarra (1989)
- Pete Nash – bass, voz (1987-1990, 1992)
- Paul "Mall" Mallen – bajo (1992)
- Chris Gascoigne – bajo (1995)
- Andy Irving – bajo (2004-2005)
- Jason Hodges – batería (1987)
- Mick Harris – batería (1987)
- Jim Whitley – bajo (1988)

## Discografía
| Álbumes - War Crimes (Inhuman Beings) LP (1988, Peaceville Records) - Bury the Debt - Not the Dead split LP w/ No Security (1989, Peaceville Records) - The Greatest Invention LP/CD (1993, Vinyl Japan) - Pro-Life Control split LP/CD w/ Selfish (1994, Ecocentric Records) - Rush Hour of the Gods LP/CD (1996, Flat Earth) - World of Shit LP/CD (2001, Vinyl Japan) - Corrupt Fucking System LP (2013, Black Cloud) EPs/demos - War is Big Business Demo Tape (1987, discarded tapes) - Police Bastard 7" (1989, Profane Existence) - Live in Japan 7" (1992, Ecocentric Records) - Lost the Fight 7" (1993, Flat Earth/Nabate) - Doomed to Extinction split 7" con Extinction of Mankind (1994, Ecocentric Records) - Hail to Sweden 7" (1995, Pandora's Box) - Pissed Robbed & Twatted - Live in Slovenia 7" (1996, Nuclear Sun Punk) - Monarchy Zoo 7"/CD EP (1996, Vinyl Japan) - split 10" con Cress (1998, Flat Earth) - Consumed to Death (2015, Black Cloud) | Recopilatorios/relanzamientos/en vivo - Total Doom CD (1989, Peaceville Records) Jon Pickering (voz); Bri (guitarra); Peter Nash (bajo); Stick (batería). - Doomed from the Start LP/CD (1992, Vinyl Japan) - Fuck Peaceville 2xLP/CD (1995, Profane Existence) - Peel Sessions CD (1996, Vinyl Japan) - Back & Gone Double Live CD & DVD Live video (2006, MCR) - Doomed Again (2012, Agipunk) - 25 Years of Crust Digital Sampler (2013, Moshpit Tragedy) Apariciones en recopilatorios - A Vile Peace LP (1987, Peaceville Records) - Hardcore Holocaust (The 87-88 Peel Sessions) LP (1988, Strange Fruit Records) - Spleurk! LP (1988, Meantime Records) - Volnitza: The Worst of the 1 in 12 Club Vol. 6/7 2xLP (1989, 1 in 12 Records) - Hardcore Holocaust II LP/tape (1990, Strange Fruit Records) - Vile Vibes CD - (1990, Peaceville Records) - Hardcore Resistance Tape - (1991, Heed the Ball!) - Endless Struggle: The Worst of the 1 in 12 Club vol. 12/13 2xLP (1995, 1 in 12 Records) - Gay Pride 7" (1995, Rugger Bugger Records) - Aftermath LP/CD (1999, Aftermath Records) |